# 切切爾斯克區
切切爾斯克區（羅馬化：Checherskiy rayon）是白俄羅斯東南部戈梅利州的一個區，行政中心为切切尔斯克，面積1,229.88平方公里，2009年人口15,790，人口密度每平方公里12.84人。